# Warnstorfia orthophylla
Warnstorfia orthophylla là một loài Rêu trong họ Amblystegiaceae. Loài này được (Milde) Loeske miêu tả khoa học đầu tiên năm 1907.